# Eutetranychus namibianus
Eutetranychus namibianus är en spindeldjursart som beskrevs av Meyer 1987. Eutetranychus namibianus ingår i släktet Eutetranychus och familjen Tetranychidae. Inga underarter finns listade i Catalogue of Life.